# Југославија на избору за Песму Евровизије 1983.
Југославија је учествовала на Песми Евровизије 1983, који је одржан у Минхену, Западна Немачка. Представљао је Данијел који је певао песму Џули.

### Југовизија 1983.
Југовизија 1983. одржана је 4. марта 1983. у Студију М у Новом Саду, чији су домаћини били Весна Момиров и Томислав Дражић. Победника националног финала бирало је 6 државних жирија и 2 аутономне области.
| Драв | ТВ станице | Уметник                                        | Сонг                              | Бодова | Место |
| ---- | ---------- | ---------------------------------------------- | --------------------------------- | ------ | ----- |
| 1    | ТВНС       | Милорад Нонин                                  | "Свирај за Марију"                | 31     | 8     |
| 2    | ТВТг       | Брано Малишић                                  | "Врати се"                        | 18     | 11    |
| 3    | ТВНС       | Сунчеве пеге                                   | "Ти си немогућ"                   | 24     | 9     |
| 4    | ТВЗг       | Мишо Ковач                                     | "Посади цвијет"                   | 22     | 10    |
| 5    | ТВЉ        | Марјан Смоде                                   | "Адријана"                        | 44     | 4     |
| 6    | ТВСк       | Силва Делоска и Ким                            | "Опера"                           | 12     | 13    |
| 7    | ТВБг       | Лепа Брена и Слатки Грех                       | " Ситније, Циле, ситније "        | 34     | 7     |
| 8    | ТВЉ        | Хазард                                         | "Најлепше песми"                  | 9      | 14    |
| 9    | ТВСа       | Група Код                                      | "Дођи да ме видиш"                | 16     | 12    |
| 10   | ТВПр       | Шпреса Гаши и Сабри Фејзулаху                  | "Фјала бехет зог, диели бехет си" | 3      | 15    |
| 11   | ТВСк       | Маја Оџаклиевска                               | "Лиду лиду ду"                    | 46     | 3     |
| 12   | ТВПр       | Милица Милисављевић Дугалић и Газменд Палласка | "Дашуриа не лулезим"              | 3      | 15    |
| 13   | ТВБг       | Беби Дол                                       | "Руди"                            | 36     | 6     |
| 14   | ТВСа       | Индекси                                        | "На свој начин"                   | 40     | 5     |
| 15   | ТВЗг       | Нови фосили                                    | „Волим те од 9 до 2“              | 54     | 2     |
| 16   | ТВТг       | Даниел                                         | " Џули "                          | 72     | 1     |

## На Евровизији
На крају гласања песма „Џули“ је добила 125 поена, заузевши 4. место од 20 конкурентских земаља, што је био заједнички најбољи пласман Југославије на такмичењу, који са такмичарском песмом „Не пали светла у сумрак“ Лоле Новаковић из 1962, тако остаје до њихове победе 1989.